# 米那斯提力斯
米那斯提力斯（辛達林語：Minas Tirith，/ˈmɪnəs ˈtɪrɪθ/，辛達林語發音：/ˈminas ˈtiriθ/），原名米那斯雅諾（辛達林語：Minas Anor），為J·R·R·托爾金中土大陸中的一座虛構城市與堡壘。第三紀元後半，該城成為剛鐸的首都與禁城。米那斯提力斯的建立原本是要守衛前剛鐸首都奧斯吉力亞斯西邊以免遭到攻擊，但由於王室內鬥與大瘟疫導致奧斯吉力亞斯沒落，米那斯提力斯就成為剛鐸首都。該城常暱稱為淨白城或王城。洛汗語有時會將該城名稱轉譯為蒙登堡（Mundburg）。在《魔戒》的電影版中，該城直接面對魔多敵軍的大規模攻擊。

## 描述

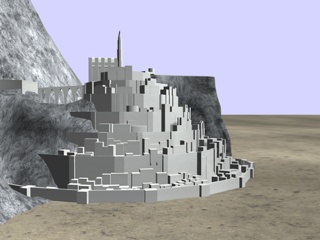
米那斯提力斯的3D造型。

米那斯提力斯在辛達林語中，意義為「守衛之塔」或「監視之塔」。該城原始名稱為米那斯雅諾，意義為「日落之塔」，以相對於「月升之塔」米那斯伊希爾。後來米那斯伊希爾被魔多的半獸人占領，並改名為「黑巫術之塔」米那斯魔窟。
整座城市建立在白色山脈最東面的山峰明多陸安之上，面向東，前方可見帕蘭諾平原、安都因河、奧斯吉力亞斯及遠方的魔多山脈。城市共分為七層。最外一層的城牆與歐散克塔是同用一種材料建造的，又黑又光滑，除此之外米那斯提力斯整體的色調皆為白色。

### 帕蘭諾平原
帕蘭諾平原是米那斯提力斯前方的平原區域。在米那斯伊希爾被敵人攻陷後，剛鐸人便在帕蘭諾平原外圍建立了屏障，以防止敵軍入侵。魔戒聖戰期間，屏障遭到魔多半獸人破壞，戰後被金靂領導的矮人重建。

### 大門
大門是米那斯提力斯最底層的入口，非常堅固，由鋼鐵建造。魔戒聖戰期間，魔多半獸人運用破城槌葛龍得攻擊大門，受到安格馬巫王黑魔法的衝擊，大門像閃電一般碎裂。帕蘭諾平原戰役結束後，大門前設立了路障。 3019年5月1日，自黑門凱旋歸來的亞拉岡在大門口接下剛鐸皇冠，然後進入城市。
戰後，金靂和孤山的矮人部族用秘銀重建了米那斯提力斯的大門，讓它變得比以往更加堅固。

### 內部

剛鐸國王的紋章，上有聖白樹。

第七層是米那斯提力斯的核心地帶，淨白塔、執政廳、噴泉庭院皆位於此處，聖白樹即種於噴泉庭院內。庭院內的守衛皆穿著黑衣黑甲，頭戴有鳥翅膀裝飾的頭盔。
淨白塔高達三百呎，其中放置著真知晶球。
在城市與後方山脈之間的區域坐落著剛鐸先王和宰相的陵墓，除管理人員外任何人皆不得進入那裡。
第六層中要塞的牆外坐落著馬廄，甘道夫的坐騎影疾曾被安置在那裡。第一層的地點包括位於製燈街的老客房，皮聘在那裡初次遇見貝瑞貢的兒子伯幾爾。

## 創作構想
根據2015年發現的一張托爾金註釋的中土大陸地圖，米那斯提力斯的創作靈感可能是來自於義大利的城市拉文納。

## 改編描述
在彼得·傑克森執導的魔戒電影中，米那斯提力斯最先短暫出現在《魔戒首部曲：魔戒現身》中，甘道夫正前往那裡尋找至尊魔戒的資料。在《魔戒三部曲：王者再臨》中米那斯提力斯扮演著極重要的地位。片裡米那斯提力斯的第二、第三和第四層皆布置許多拋石機，用以防禦敵人的進攻:147。書籍《魔戒武器聖戰》中介紹說，由於米那斯提力斯的形狀，其南半城大多都處於陰影之中，所以凡是富裕的居民都住在面北的城區:146。
在製作期間，維塔工作室人員製造了一個精細的米那斯提力斯微縮模型用於拍攝。米那斯提力斯的外景布景於紐西蘭的Dry Creek採石場搭建。剛鐸先王和宰相陵墓的場景也是用微縮模型拍攝的，此外劇組在攝影棚內搭了一個陵墓內部的布景，用於拍攝迪耐瑟自焚的片段。
影評人羅傑·埃伯特在對《魔戒三部曲：王者再臨》電影的評論中稱這座城市為「壯觀的成就」，並將其與《綠野仙蹤》的翡翠城相提並論。
包括泰德·納史密斯、約翰·豪爾在內的一些藝術家皆創作了以米那斯提力斯為主題的插畫。

## 瑣事
一群英國建築師和工程師在2015年8月於Indiegogo網站上募款，目標是在六十天以內籌得18.5億英鎊，用於建造真實版的米那斯提力斯。

## 外部連結
- 米那斯提力斯 （页面存档备份，存于）在阿爾達百科全書上的條目（英文）